# Noa Wolman
Noa Wolman (hebräisch נועה וולמן; * 12. Dezember 1986 in Tel Aviv-Jaffa, Israel) ist eine israelische Schauspielerin und Model.

## Leben und Karriere
Wolman wurde in Tel Aviv als Tochter eines Künstlerin und einer Gynäkologen geboren. Als sie 12 Jahre alt war, ließen sich ihre Eltern scheiden und sie zog mit ihrer Mutter nach Ramat Hasharon. Ihr Debüt gab sie 2009 in der Fernsehserie Tichon Ha-Shir Shelanu. Anschließend war sie 2010 in Tichon Ha-Shir Shelanu zu sehen. Im selben Jahr wurde sie für den Film Half a Ton of Bronze gecastet. Von 2010 bis 2013 spielte sie in Ha-Misradmit mit. Außerdem trat Wolman 2014 in der Serie Sabri Maranan auf. 2016 bekam sie eine Rolle in Shutafim.
Zudem war sie als Model in Werbekampagnen für Lee und Fox zu sehen. September 2013 heiratete sie Tom Lavie. Juli 2015 kam ihr erstes Kind zur Welt. Ihr zweites Kind bekam sie Oktober 2018.

## Filmografie (Auswahl)
Filme
- 2010: Half a Ton of Bronze

Serien
- 2009: Tichon Ha-Shir Shelanu
- 2010: Hatsuya
- 2012: Nesuim Plus
- 2010–2013: Ha-Misrad
- 2014: Sabri Maranan
- 2016: Shutafim